# Marcipa madagascariensis
Marcipa madagascariensis là một loài bướm đêm trong họ Erebidae.